# Lestijärvi
Lestijärvi est une municipalité du centre-ouest de la Finlande, dans la province de Finlande occidentale et la région d'Ostrobotnie-Centrale.

## Géographie
La commune est la moins densément peuplée de la région, et une des plus sauvages de la partie centrale de la Finlande. Le paysage est typique du Suomenselkä : moraines, forêts, marais, mais le sol très pauvre n'a jamais permis un véritable développement de l'agriculture, d'où la très faible densité de population.
Les forêts denses abritent les derniers rennes sauvages de Finlande.
La commune comprend la totalité du grand lac Lestijärvi, d'où le fleuve Lestijoki coule vers le nord-ouest et le Golfe de Botnie.
Les municipalités voisines sont Perho au sud, Halsua au sud-ouest, Kälviä à l'ouest, Toholampi au nord-ouest, Reisjärvi au nord-est (Ostrobotnie du Nord) et Kinnula au sud-ouest (Finlande-Centrale).

## Économie
L'économie dépend largement du fabricant de meubles Hirviset, un des plus gros producteurs de mobilier en pin de Finlande, qui a sa principale usine basée à Lestijärvi. La destruction des deux tiers de cette usine le 27 juin 2007 par un incendie (les dégâts étant estimés à 7 millions d'euros) risque de porter un coup très dur à l'économie de la commune.